# Carlos Seixas
José António Carlos de Seixas (ur. 11 czerwca 1704, zm. 25 sierpnia 1742) – portugalski kompozytor, syn organisty katedralnego, Francisco Nunes Vaz, oraz Marceliny Nunes.

## Życiorys
Carlos Seixas urodził się w Coimbrze. Jako organista zastąpił ojca w roku 1718 w wieku czternastu lat, a dwa lata później przeniósł się do Lizbony, gdzie udzielał lekcji gry na klawesynie i spotkał Domenico Scarlattiego, który przebywał w Portugalii w latach 1721–1728. Twierdzi się, że kiedy syn króla, Dom António, prosił Scarlattiego, by udzielał Seixasowi lekcji gry na klawesynie, Scarlatti odpowiedział, że to on powinien pobierać lekcje u Seixasa. Seixas został później organistą w kaplicy dworskiej i w katedrze w Lizbonie, a także kompozytorem nadwornym. W 1738 otrzymał tytuł szlachecki od Jana V Portugalskiego. Zmarł w Lizbonie w 1742.
Carlos Seixas był jednym z największych kompozytorów portugalskich, piszących na instrumenty klawiszowe. Jego styl był naśladowany przez jakiś czas po jego śmierci. Na jego twórczość wpłynął niemiecki Empfindsamer Stil (dosłownie „styl sentymentalny”). Dokonuje się w niej ewolucja dwuczęściowej formy sonaty barokowej do trójstronnej struktury, która wyprzedza klasyczną formę sonatową.
Wiele z jego utworów zostało zniszczonych w czasie trzęsienia ziemi, które dotknęło Lizbonę w 1755 roku. Zachowały się tylko trzy utwory orkiestrowe i około 100 sonat klawesynowych, a także kilka utworów chóralnych do użytku liturgicznego (znacznie bardziej konserwatywnych niż można by oczekiwać na podstawie jego muzyki instrumentalnej).
Macario Santiago Kastner opublikował zbiory sonat w serii Portugaliae Musica.

## Zachowane utwory
Muzyka sakralna:
- Dixit Dominus na S, A, T solo, chór, 2 trąbki i smyczki;
- Dixit Dominus z towarzyszeniem skrzypiec, clarino i organów;
- Tantum ergo na 4 głosy i organy;
- Ardebat vincentius na 4 głosy i organy;
- Benedictus i Hossana a duo a 5 i skrzypce;
- Hodie mobis caelorum;
- Verbum caro na głosy, skrzypce i organy;
- Dythyrambus in honorem et laudem Div. Antonii Olissiponensis;
- Conceptivo glorioso na 5 głosów i b.c.;
- Gloriosa Virginis Mariae na 5 głosów i b.c.;
- Sicut cedrus na 4 głosy i b.c.;
- Msza G-dur (S, A, T, B solo, chór i smyczki)
- Responsórios dos Reis q’dis iluminare (2 głosy, skrzypce i b.c.)

Muzyka instrumentalna:
- Uwertura D-dur;;
- Koncert klawesynowy A-dur;
- Sinfonia B-dur na orkiestrę smyczkową i basso continuo (1. Allegro, 2. Adagio, 3. Menuet: Allegro);
- około 100 sonat o autorstwie pewnym i około 89 o autorstwie domniemanym;
- toccaty na klawesyn i organy;
- fugi na klawesyn i organy.

### Nagrania
- Carlos de Seixas, Missa in G major, nagranie na YouTube
- Carlos Seixas, Koncert klawesynowy A-dur, nagranie na YouTube
- Carlos Seixas, Sinfonia B-dur na orkiestrę smyczkową i b.c., nagranie na YouTube
- Carlos Seixas, 14 sonat, gra Anne Robert, klawesyn, nagranie na YouTube
- Carlos Seixas, utwory klawesynowe i organowe: fugi, toccaty, sonaty, nagrania na YouTube
- Carlos Seixas, utwory orkiestrowe, klawesynowe i organowe: fugi, toccaty, sonaty, nagrania na YouTube